# آشلي تايلور
آشلي تايلور (بالإنجليزية: Ashley Taylor)‏ هي ممثلة أمريكية بدأت مسيرتها الفنية عام 2006.

## وصلات خارجية
- آشلي تايلور على موقع IMDb (الإنجليزية)
- آشلي تايلور على موقع ألو سيني (الفرنسية)
- آشلي تايلور على موقع أول موفي (الإنجليزية)
- آشلي تايلور على موقع قاعدة بيانات الفيلم (الإنجليزية)
- آشلي تايلور على موقع كينوبويسك (الروسية)
- آشلي تايلور على موقع كينوبويسك (الروسية)